# Danny Boudreau
Pour les articles homonymes, voir Boudreau.
Danny Boudreau (né le 18 mars 1967 à Pointe-Verte au Nouveau-Brunswick) est un chanteur, compositeur et guitariste acadien.

## Biographie
Il a déjà à son actif 11 albums et des milliers de spectacles. Au fil des ans, il a recueilli plusieurs nominations pour son travail, a atteint à plusieurs reprises le sommet des palmarès dans toute la francophonie canadienne, a été sur scène en Europe, en Afrique, partout au Canada et aux États-Unis.
Danny s'est associé avec des grands de la musique au Canada dans la réalisation et l'écriture de ses chansons. Auteur-compositeur talentueux, il a écrit des chansons pour des artistes tels que Patrick Norman, Annie Blanchard, Wilfred LeBouthillier, Jean-François Breau, Laurence Jalbert , Les Muses, Monique Poirier, Maxime McGraw, Isabelle Brossard, Dominic Clément, Dany Laliberté et plusieurs autres.
En Europe, ses passages déclenchent l'enthousiasme du public et des journalistes venus le découvrir : « Nous avions osé suggérer parenté artistique entre Boudreau et Cabrel. Sans être criante, elle est manifeste. Sur la qualité de l'écriture, sur certains thèmes, la façon de chanter un peu, celle de se saisir d'une guitare aussi.... Par cette magie commune qui fait d'une chanson un petit bijou dans lequel on entre à fond...». (...) Comme un inestimable cadeau, sans effets inutiles. Il livre là l'essentiel, l'épure de son art. (..) Le chanteur de Petit-Rocher est, on le confirme, très grand artiste. ». - Michel Kemper, le Progrès.

## Discographie
- 1994 - Sans Détour
- 2000 - Odyssée
- 2003 - Cœur variable
- 2007 - J'aime le vent
- 2009 - Mes légendes
- 2011 - Danny Boudreau (Compilation)
- 2012 - Les petites heures du matin
- 2014 - Entre hier et demain
- 2014 - Amis bretons (Single)
- 2015 - Danny Party
- 2017 - Mon Été
- 2017 - Les Gars du Nord (Les Gars du Nord)
- 2018 - Je suis à l'âme (EP)
- 2019 - Enfants du destin (Bourgeois - Boudreau)
- 2019 - Tu cours après le temps (Bourgeois - Boudreau)
- 2019 -  BEAUSÉJOUR (DUO)
- 2020 - La lune et le soleil
- 2020 - Caribou (Les Gars du Nord)
- 2020 - Dis-moi mon chum (El dorado)
- 2022 - Mille après mille BEAUSÉJOUR
- 2022 - Traverser le désert
- 2023 - Les fils du père (Les Gars du Nord)

## Prix et distinctions
2000
- Gala des Etoiles
- Artiste masculin de l'année
- Artiste de l'année catégorie pop-rock
- Artiste de l'année catégorie populaire
- Album de l'année
- Chanson acadienne de l'année

2001
- Prix Rideau-Acadie
- Prix Arrimage Québec-Acadie

2001-2004- 2008
- Nomination pour l'Album francophone de l'année aux ECMA

2007
- Prix Socan pour la chanson « Avec toi » en collaboration avec Wilfred Lebouthillier
- Compositeur et interprète de la chanson Tant d'histoires, chanson officielle du 400e de la ville de Québec en 2008

2009
- Éloize de Artiste s’étant le plus illustré.e à l’extérieur de l’Acadie
- Prix Radart-Granby
- Prix Radart-Réseau Ontario

2013
- 5 nominations gala country St-Quentin
- 4 nominations au gala Musique NB

2015
- 2 nominations au gala Musique nb
- Personnalité culturelle de l’année – Le journal Étoile Chaleur
- Auteur et compositeur de la chanson Jusqu’au jour de l’an pour Les Gars du Nord qui a atteint # 18 sur le palmarès BDS et # 4 Pop adulte
- # 8 Top vente chez Distribution Plages pour l’année 2015 avec l’album Danny Party

2016
- Intronisation Galerie Chaleur par la Caisse Populaire des fondateurs  pour s’être démarqué sur la scène provinciale, nationale et internationale
- Prix Cercle Horace -Viau par le Club Richelieu Bathurst pour sa contribution a la francophonie
- Nomination Album Danny Party pour  Album roots traditionnel  au ECMA
- Nomination au Gala Country  Auteur-Compositeur et interprete de l'année
- 6 nominations au Gala Musique NB
- Album de l'année (Danny Party) Musique NB
- Chanson de l'année (Le vieux matelot) Musique NB
- Personnalité culturelle 2016 du Nord-est du NB (Le journal l'Étoile)

2020
- 13 nominations en 2020 pour l'arum Beauséjour
- Chanson de l'année au Gala contry (La Gibson de mon père) Paroles et musique Danny Boudreau